# Râul Bolați
Râul Bolați este un curs de apă, afluent al râului Rebricea. 